# Tall Chinzir
Tall Chinzir (arab. تل خنزير) – miejscowość w Syrii, w muhafazie Idlib. W 2004 roku liczyła 1231 mieszkańców.